# 灰黄啄木鸟
灰黄啄木鸟（学名：Hemicircus concretus）一种分布于东南亚地区的䴕形目鸟类，隶属于啄木鸟科黑冠啄木鸟属。本种由荷兰动物学家康拉德·雅各·特明克于1821年描述发表。